# Червоні Зорі (платформа)
Червоні Зорі (рос. Красные Зори) — зупинний пункт Жовтневої залізниці на дільниці Санкт-Петербург-Балтійський — Каліщі.
Зупинний пункт розташований на перегоні Стрельна — Новий Петергоф, біля 61-го бронетанкового ремонтного заводу.
Велика частина електропоїздів проїжджає платформу без зупинки.
| Попередня станція | Лінія | Лінія                       | Лінія | Наступна станція |
| ----------------- | ----- | --------------------------- | ----- | ---------------- |
| Стрельна          |       | Сосновоборський напрямок ОЗ |       | Новий Петергоф   |